# Cyber日報
Cyber日報控股有限公司（除牌當時為8118.HK），曾在香港交易所創業板上市，由蕭若元，黃毓民和盧瑞盛創立。業務當時經營hkcyber.com網站
。後來因為科網股泡沫爆破，於是出售給魯連城，更名為創博數碼，到現時為國際娛樂。

## 連結
- 網上報章新戰場
- 周大福傳「相救」入股友聯繫Archive.today的存檔，存档日期2013-04-28